# Miquel Carbonell i Selva
Miquel Carbonell Selva (Molins de Rei, 23 de juliol 1854 - Barcelona, 14 de maig 1896), pintor, muralista i poeta.

Retrat de mig cos del gitano Mariano Fernández, anomenat el Rei dels gitanos de l'alhambra i conegut amb el nom de Chorrojumo. Conservat a la Biblioteca Museu Víctor Balaguer.

Pintor deixeble d'Antoni Caba i Casamitjana a l'Escola de la Llotja de Barcelona, posteriorment es traslladà a Roma per a ampliar els seus estudis, mercès a una beca concedida per Ferran Puig. Va anar a Madrid a pintar durant una temporada cap al 1884, on també decorà interiors. És conegut pels seus paisatges del Llobregat i, sobretot, pels seus retrats realistes.
Conreà la pintura anecdòtica d'una grandiloqüència sensiblera (Pàtria, Fides et Amor), però és més apreciat pels seus paisatges del Llobregat i, sobretot, pels seus retrats, d'un digne realisme en la línia del seu mestre (L'esposa de l'artista, Museu Nacional d'Art de Catalunya).
Va concórrer assíduament a exposicions i certàmens, es presentà en l'Exposició Nacional de Belles Arts de Barcelona de 1881 i en les exposicions celebrades pel Circulo de Bellas Artes de Madrid el 1880 i 1882. Va obtenir diferents distincions per la seva obra: tercera medalla a l'Exposició Nacional de 1887, una segona medalla a l'edició de 1892 per l'obra ¡Regreso!. També fou guardonat a l'Exposició Universal de Barcelona del 1888.

## Biografia
Miquel Carbonell neix a Molins de Rei. Als 10 anys (1864) pateix una tumoració en una cama, fet que l'immobilitzà durant un any i l'obliga a portar un bastó per sempre. Als 13 anys (1867) comença a treballar com a aprenent de pintor de parets a Barcelona.
L'any 1869 ingressa a l'Escuela Provincial de Pintura, Escultura y Grabado de Barcelona, en l'actualitat ll'escola de Llotja, on cursà estudis fins que va acabar l'any 1875 la seva formació. Durant els diferents cursos recull un seguit de Mencions Honorifiques des del primer any i unes qualificacions excel·lents.
- Mencions Honorifiques i qualificacions 
  - 1870: 1a Menció Honorífica en acoloriment i composició, i dibuix d'antic, una 2a menció Honorifica en Paisatge.
  - 1871: 1a i 2a Menció Honorífica per dibuix d'antic. Qualificació de Notable en perspectiva i Excel·lent en còpia del natural i anatomia pictòrica.
  - 1872: Dues medalles d'argent a les oposicions per al premi a les assignatures de dibuix d'antic i acoloriment i composició. 3a Menció honorifica per acoloriment i composició.
  - 1874: Qualificació d'Excel·lent en anatomia pictòrica.
  - 1875: Qualificació d'Excel·lent en teoria i historia de les belles arts. Notable en perspectiva.

L'any 1872 el pintor comença a exposar les seves obres (la primera fou a Barcelona per a la Sociedad para Exposiciones de Bellas artes de Barcelona). Participà a Diferents Exposicions Nacionals i Universals on recull diferents mencions i premis. L'any 1880 el Pintor viu a Madrid on hi residirà durant llargs períodes, alternant amb Molins de Rei i Barcelona. L'any 1882 es casà, a Molins de Rei, amb Escolàstica Rodon i Pujol, amb qui tindrà 2 fills (Francesc i Teresa).
L'any 1889, junt amb altres artistes catalans (entre ells Josep Lluís Pellicer i Fenyé), fa figurar que té domicili a París per tal de poder participar en l'exposició Universal que se celebra aquest any a la capital francesa. En aquesta hi participà amb les obres Pauvre mère!, Cimetière i Ganin de la haute montagne de Catalogne. Figurant el seu domicili a la Rue de la Universitè, 195.
A Banda de la producció pictòrica, Miquel Carbonell publicà diverses poesies a "Lo Gai Saber" i al "Calendari Català".

## Reconeixement
L'any 1902 En la sessió del Ple Municipal de l'Ajuntament de Molins de Rei del 14 d'agost s'acorda nomenar el carrer conegut com "de los padres" com carrer de Miquel Carbonell i Selva.
L'any 1946 amb motiu del cinquantenari de la seva mort, s'organitzen, a Molins de Rei, actes organitzats per l'entitat Estudi D'art Dramàtica: Una ofrena floral, una funció de teatre i un acto necrológico en el qual el poeta Mateu Janés i Duran llegeix un poema inèdit dedicat al pintor.
Del 1964 fins al 1980, a iniciativa de l'ajuntament de Molins de Rei i compresos en els actes de la tradicional Fira de la Candelera, es convoquen els Premis de Pintura Miquel Carbonell, d'àmbit nacional restant les obres premiades en propietat municipal (incorporant-se al patrimoni públic).
L'any 1996 L'Ajuntament de Molins de Rei organitza L'any del nostre pintor, Miquel Carbonell i Selva (1854-1896) amb motiu del centenari de la seva mort.

## Exposicions
| Any  | Exposició | Localitat  | Obra exposada | Guardons                                                      |
| ---- | --- | ---------- | --- | ------------------------------------------------------------- |
| 1873 | Exposició a la Sociedad para Exposiciones de Bellas Artesde Barcelona                                                                         | Barcelona  | Repàs d'anatomia, Passeig de Sant joan, Un estudi del natural i Enyorança                                                                 |                                                               |
| 1874 | Exposició a la Sociedad para Exposiciones de Bellas Artesde Barcelona                                                                         | Barcelona  | Les deu hores, La misèria de la mort i Puente en las cercanias de Molins de Rei                                                           |                                                               |
| 1876 | Establecimientos de Don José Monter | Barcelona  | Pobra Creu! |                                                               |
| 1877 | "Manifestación de productos catalanes de Ciencias, Letras y Bellas Artes, Agricultura e Industria" a l'edifici de la Universitat de Barcelona | Barcelona  | Estudio, Pobra Creu!, Cap'l tart |                                                               |
| 1880 | Circulo de Bellas Artes | Madrid     | Alborada, Treballadora de Puntes i Mort és vida                                                                                           |                                                               |
| 1880 | Sala Parés | Barcelona  | Tardor i Lo que va de ayer a hoy |                                                               |
| 1881 | Exposición Nacional de Bellas artes | Madrid     | Safo |                                                               |
| 1882 | Sala Parés | Barcelona  | La Benedicció del terme en la vigília de Corpus                                                                                           |                                                               |
| 1884 | Exposición Nacional de Bellas artes | Madrid     | Pàtria, fides i amor, Retrato del Excm. Sr. DJFP i Càndida                                                                                |                                                               |
| 1887 | Exposición Nacional de Bellas artes | Madrid     | Missa d'alba i Tardor | Diploma de Mérito Especial con Honores de Medalla de 3a Clase |
| 1888 | Exposició Universal de Barcelona | Barcelona  | Un dia de camp i retrato de caballero | Diploma de Mención Honorífica                                 |
| 1888 | Sala Parés | Barcelona  | Un dinar al camp |                                                               |
| 1889 | Exposició Universal de París | París      | Pauvre mère!, Cimetière i Gamin de la haute montagne de Catalogne                                                                         |                                                               |
| 1890 | Exposición Nacional de Bellas artes | Madrid     | Dolora, consumatum est i Santuario (cercanías el Bruc)                                                                                    |                                                               |
| 1891 | Exposición del Círculo de Bellas Artes de Madrid, al Palacio de Cristal                                                                       | Madrid     | Tipo de alta montaña de Catalunya, Cocina de una casa de campo, Camino de la ermita i A las ocho de la mañana                             |                                                               |
| 1891 | Exposición General de Vellas Artes de l'Ajuntament Constitucional de Barcelona                                                                | Barcelona  | El Caçador i La processó de Terç Diumenge                                                                                                 | Diploma Honorífica per La processó de Terç Diumenge           |
| 1892 | Exposición Internacional de Bellas artes | Madrid     | ¡Regreso!, Palacio de Isabel Católica (calle), La recolección de la judías, Cocina de Molins de Rei, Patio de Chapiz i Camino a la ermita | Premio de 2a Clase i Medalla per ¡Regreso!                    |
| 1893 | Exposición Bienal del Palacio de Cristal del Circulo de Bellas Artes de Madrid                                                                | Madrid     | Renacimiento, Patio del Generalife, Retrato, Retrato, Crepúsculo en la granja i Alborada (país de abanico)                                |                                                               |
| 1894 | Exposición de Impresiones de Viaje del Circulo de Bellas Artes de Madrid                                                                      | Madrid     | La trilla, La aldea, Caída de la tarde i Cercanías de la Garriga                                                                          |                                                               |
| 1894 | II Exposición General de Vellas Artes de l'Ajuntament Constitucional de Barcelona                                                             | Barcelona  | Cuina catalana, Crepúsculo del Río Llobregat, Soledat! i ¡Regreso!                                                                        | Diploma Honorífico per ¡Regreso!                              |
| 1894 | Casa dels Artistes | Viena      | La tria de les mongetes i El patio de Chapiz (Granada)                                                                                    |                                                               |
| 1894 | IV Exposición Bienal del Circulo de Bellas Artes al Palacio de Biblioteca y Museos                                                            | Madrid     | Retrato, Impresión del natural i La presa (Caldas de Montbuy)                                                                             |                                                               |
| 1896 | III Exposición General de Vellas Artes e Industrias Artísticas de l'Ajuntament Constitucional de Barcelona                                    | Barcelona  | La batuda dels dotze, Retrato de la Sra.ER, El patio de Chapiz i La tria de les mongetes                                                  | Medalla de 3a Clase per Retrato de la Sra.ER                  |
| 1896 | Exposició d'homenatge | Sala Parés | |                                                               |

## Poesia
- 1878: Refilant, Mon Esperit, A ma mare
- 1879: A la vila de Molins de Rei
- 1880: A Catalunya
- 1881: Enlairament
- 1882: Treball (Déu feu el món), A ma volguda Escolàstica, Primavera
- 1883: A ma esposa Escolàstica Rodon, A la vila de Molins de Rei, Esclavitud i llibertat, Bon temps, Himne matinal
- 1884: El meu infant, A Castellar
- 1885: Pàtria
- 1886: Calamarsa
- 1888: A Enric Bernis
- 1889: Abril
- 1890: El desterrat i A ma mare
- 1895: Sofreixo motíssim... i Sembla impossible